# Xénia Monty
Xénia Monty (nacida Gabriella Montagna en Italia) fue una vedette y actriz italiana, que incursionó en el teatro argentino y en el Folies Bergére de París.

## Carrera
Sus inicios en Francia como primera figura se remontan en el teatro Folies Bergère, donde mostraba sus grandes dotes para el baile y la seducción. Conquistó primero Hollywood y después, uno por uno, los países de América del Sur. Allí trabajó con otras figuras como fueron Christine Niky, May Avril y Claude Daltys. El Canto del cisne, Los gatitos de París, La fuente de los enamorados, Carnaval en el trópico, El puente de oro y El infierno de las mujeres, fueron las escenas más aclamadas por el público.
En Francia se destacó en los filmes: Une femme par jour como Brigitte (1949), Maya (1949), Boîte de nuit como Régine (1951), y Nuits de Paris  como Nicole (1951).
Luego se pasó al Teatro Opera en Chile, al cual visitó en tres oportunidades. También trabajó en el histórico show del Bim-Bam-Bum al Caupolicán, siendo la primera vedette en hacer un toples. Una noche fue festejada en los camarines por el dueño del teatro, el recordado Buddy Day, junto con todas las vedettes locales, los actores más notables y los periodistas de moda, entre ellos Marcos Correa.[cita requerida] Por Bim Bam Bum además de Xenia pasaron otras vedettes conocidas como Nélida Lobato, Susana Giménez, Ethel Rojo, Nancy Lezica y Moria Casán.
En Argentina se lució en el Teatro Tabarís, recinto nocturno que funcionó como cabaret en las décadas del 30 y 40 y luego como teatro de revistas y varieté. Junto con figuras como Sara Rivero y Ada Kristel. En el Teatro Maipo fue la primera vedette en hacer un desnudo total e hizo en  1955 la obra Esta si que es una bomba, con Dringue Farias, Carlos Castro, Vicente Rubino, Juan Carlos Mareco y María Esther Gamas. En Teatro El Nacional se lució con figuras como Susana Brunetti, Zulma Faiad, Nélida Lobato, Amelita Vargas, Blanquita Amaro, Beba Bidart y Nélida Roca. En 1963 hizo  la obra Irma la dulce, con Claudia Madero, José María Vilches, Marcos Zucker, Osvaldo Terranova y Jorge Luz. En 1972  César Amadori la elige para formar parte del elenco Gran despiplume en el Maipo en el Teatro Maipo junto con N. Lobato, Jorge Porcel, Juan Carlos Altavista y Norman Brisky. En teatro también trabajó con Leotina Lais, Lola Montez y  Miguel de Molina. También hizo la revista musical Tiburón, junto a Perla Cristal y Dolly Bioletti. Además animó la revista Las chicas de Pepe Antártico en el Bim Bam Bum.
Fue también una de las primeras vedette en viajar a Uruguay.  
En 1955 trabajó bajo la dirección de Luis César Amadori en el film Amor Prohibido junto a grandes actores de la escena nacional argentina como Zully Moreno, Jorge Mistral, Santiago Gómez Cou, Susana Campos, Elsa del Campillo y Beatriz Taibo.